# Pałac w Postawach
Pałac w Postawach – zespół pałacowo-parkowy znajdujący się w Postawach na Białorusi, wybudowany dla Antoniego Tyzenhauza.

## Historia
W XVI i XVII wieku miejscowe dobra należały do Despot-Zenowiczów, a w 1686 roku stały się własnością Biegańskich jako posag żony Kazimierza Biegańskiego – Apolonii z Zenowiczów. W pierwszej połowie XVIII wieku przez małżeństwo Anny Biegańskiej z Benedyktem Tyzenhauzem, majątek znalazł się na przeszło półtora wieku w ręku Tyzenhauzów.
Synem Anny i Benedykta był następny właściciel majątku, podskarbi nadworny litewski Antoni Tyzenhauz (1733-85), słynny reformator epoki stanisławowskiej. Dla niego w drugiej połowie XVIII w. wybudowano klasycystyczny pałac projektu włoskiego architekta Giuseppe de Sacco. Pałac był rozbudowany w pierwszej połowie XIX wieku i ostateczny kształt uzyskał ok. roku 1850, gdy jego właścicielem był Konstanty Tyzenhauz, syn starosty podolskiego i dowódcy gwardii litewskiej, Ignacego Tyzenhauza, który był bratem Antoniego i po nim odziedziczył jego dobra. Konsanty był ornitologiem i zgromadził w pałacu ponad 3 tys. eksponatów, z czego kolekcja ornitologiczna liczyła ponad 1000 okazów, w tym 280 wypchanych przedstawicieli awifauny oraz około 560 jaj należących do 252 gatunków ptaków. Były to ptaki ze wszystkich kontynentów, przede wszystkim z terenów obecnej Białorusi, Litwy i Ukrainy. Po śmierci uczonego jego syn Rajnold w 1858 ofiarował zbiory Towarzystwu Archeologicznemu w Wilnie, ale uległy one rozproszeniu po upadku powstania styczniowego.
W pałacu znajdowała się również bogata biblioteka, zbiór archiwaliów i galeria obrazów zawierająca między innymi dzieła takich malarzy, jak Albrecht Dürer, Leonardo da Vinci, Peter Paul Rubens, Antonio Correggio, Paolo Veronese, Jacopo Tintoretto.
Po śmierci Rajnolda Tyzenhauza w 1881 roku Postawy odziedziczyła jego siostra Maria, żona Aleksandra hr. Przeździeckiego. Przez to dobra te przeszły w ręce Przeździeckich i pozostawały w ich ręku do 1939 roku. Przeździeccy obrali sobie za główną siedzibę pałac w Rakiszkach i tam przenieśli archiwum rodu Tyzenhauzów i wiele obrazów z postawskiej galerii. Dzieła gromadzone przez Tyzenhauzów w Postawach znalazły się w Bibliotece Ordynacji Przezdzieckich w pałacu Przezdzieckich w Warszawie. Dzieła sztuki i resztki księgozbioru, które pozostawiono w Postawach, zostały w 1915 r. ukazem władz carskich wywiezione do Kijowa. Tylko nieznaczną ich część zwrócono na mocy traktatu ryskiego i umieszczono w warszawskim pałacu Przeździeckich. 25 września 1939 r. niemieckie bomby zniszczyły zasoby biblioteki. Uratowano tylko nieliczne egzemplarze. Ostatnim właścicielem majątku w Postawach był Rajnold Przeździecki.
Pod koniec XIX w. w jednym z pomieszczeń pałacu, w ukryciu od władz, nielegalnie mieszkał przyszły pierwszy marszałek Polski Józef Piłsudski.
W latach 60. XX w. całkowicie przebudowano wnętrza na potrzeby szpitala, który mieści się w nim do dziś. W latach 80. XX w. dzięki funduszom UNESCO odremontowano fasadę budynku.

## Architektura
Pałac ma plan zbliżony do litery „H” i składa się z trzech parterowych korpusów: środkowego i dwóch symetrycznych, bardzo wydłużonych korpusów bocznych. Centralna część najstarszego korpusu środkowego zaakcentowana jest pseudoryzalitem ozdobionym sześcioma pilastrami i trójkątnym frontonem.
Po rozbudowie na początku XIX wieku za główny został uznany boczny korpus północny, do którego w latach 30 XIX wieku dobudowano monumentalny sześciokolumnowy portyk ze schodami i trójkątnym frontonem.
Elewacje pałacu ozdabiają lizeny, pasy boni, fryz tryglifowy i girlandy. Częściowo zachowała się stiukowa dekoracja wnętrz. W korpusie południowym mieściła się kaplica.
Z tyłu, za pałacem, znajduje się wydłużony korpus gospodarczy o podobnym wystroju. Zachowały się fragmenty otaczającego pałac wspaniałego niegdyś parku regularno-krajobrazowego o powierzchni 10 ha, z systemem stawów, kanałów i alej. Obecnie w parku umieszczono rzeźbę Konstantego Tyzenhauza i pomnik Antoniego Tyzenhauza.

## Muzeum
W 2013 roku przeprowadzono remont piwnic, w których zachowały się sklepienia żebrowe. Otwarto tam w 2014 roku muzeum historii Postaw, ukazujące przede wszystkim postać Konstantego Tyzenhauza. Remont, który kosztował 650 tysięcy euro pochodził z funduszu "Europejski Instrument Sąsiedztwa i Partnerstwa" w ramach programu współpracy Łotwy, Litwy i Białorusi. Na zakup eksponatów do muzeum przeznaczono 7,5 tysiąca euro. Istnieje plan przekształcenia całego pałacu w muzeum.  

Galeria
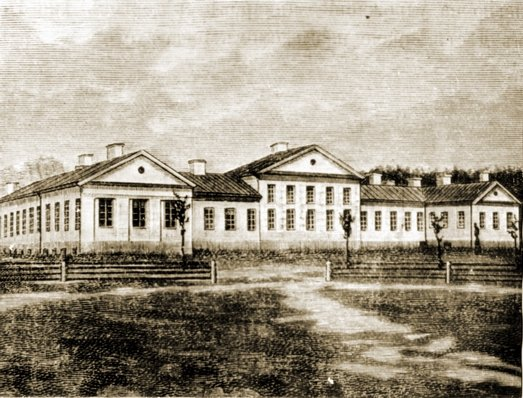
Pałac w 1896 roku
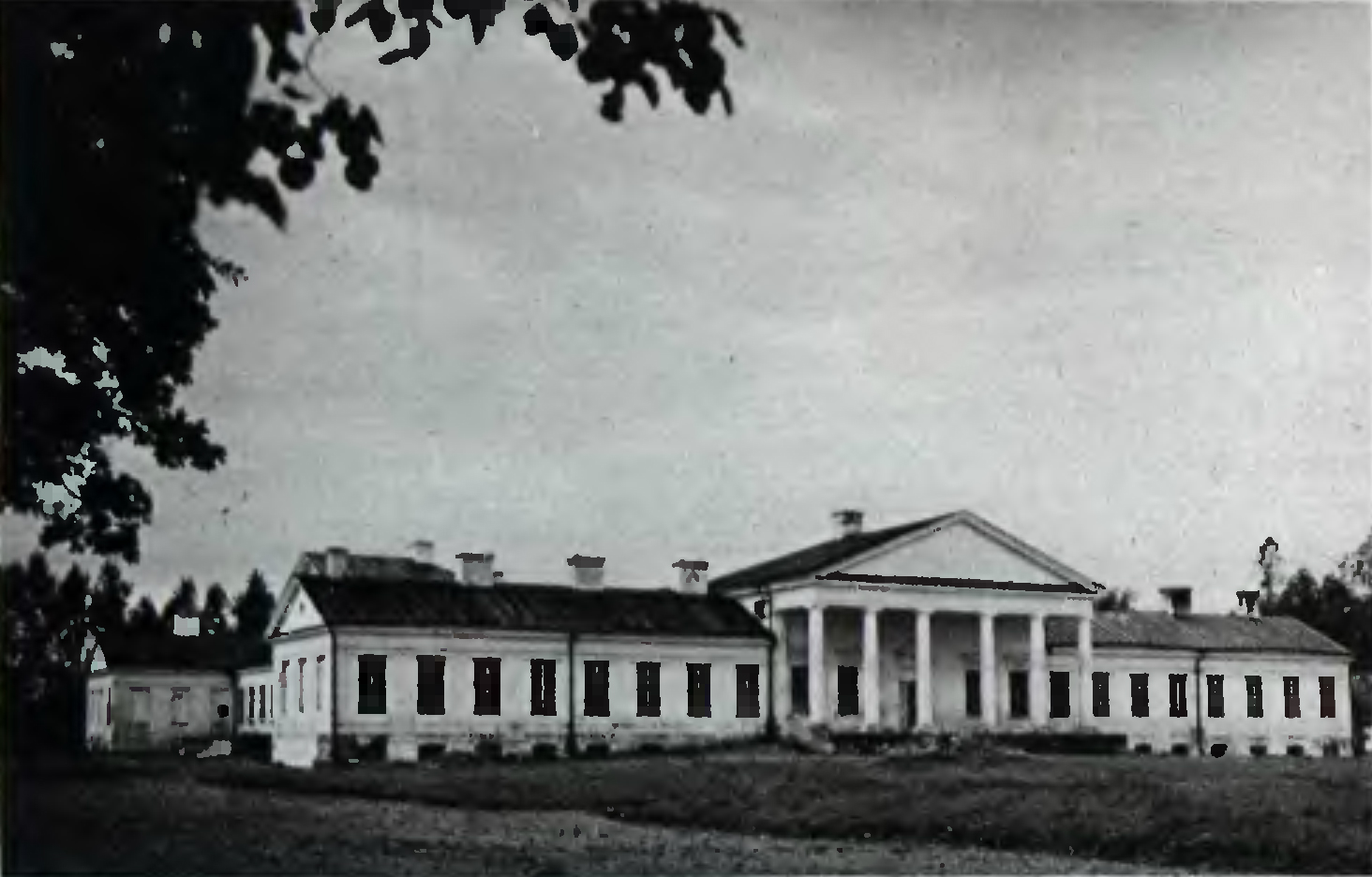
Pałac w latach 20. XX w.
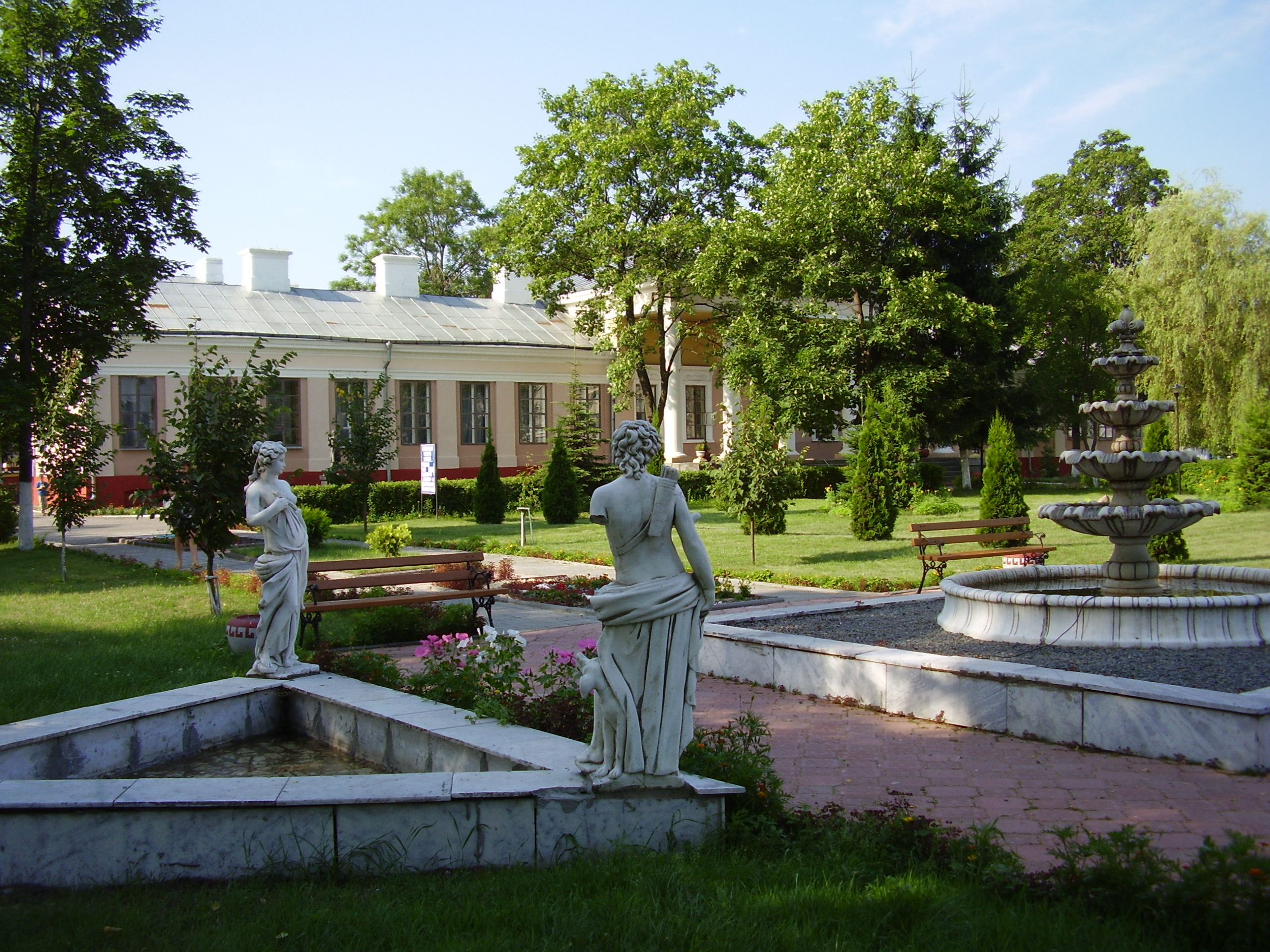
Fontanna w pałacowym parku
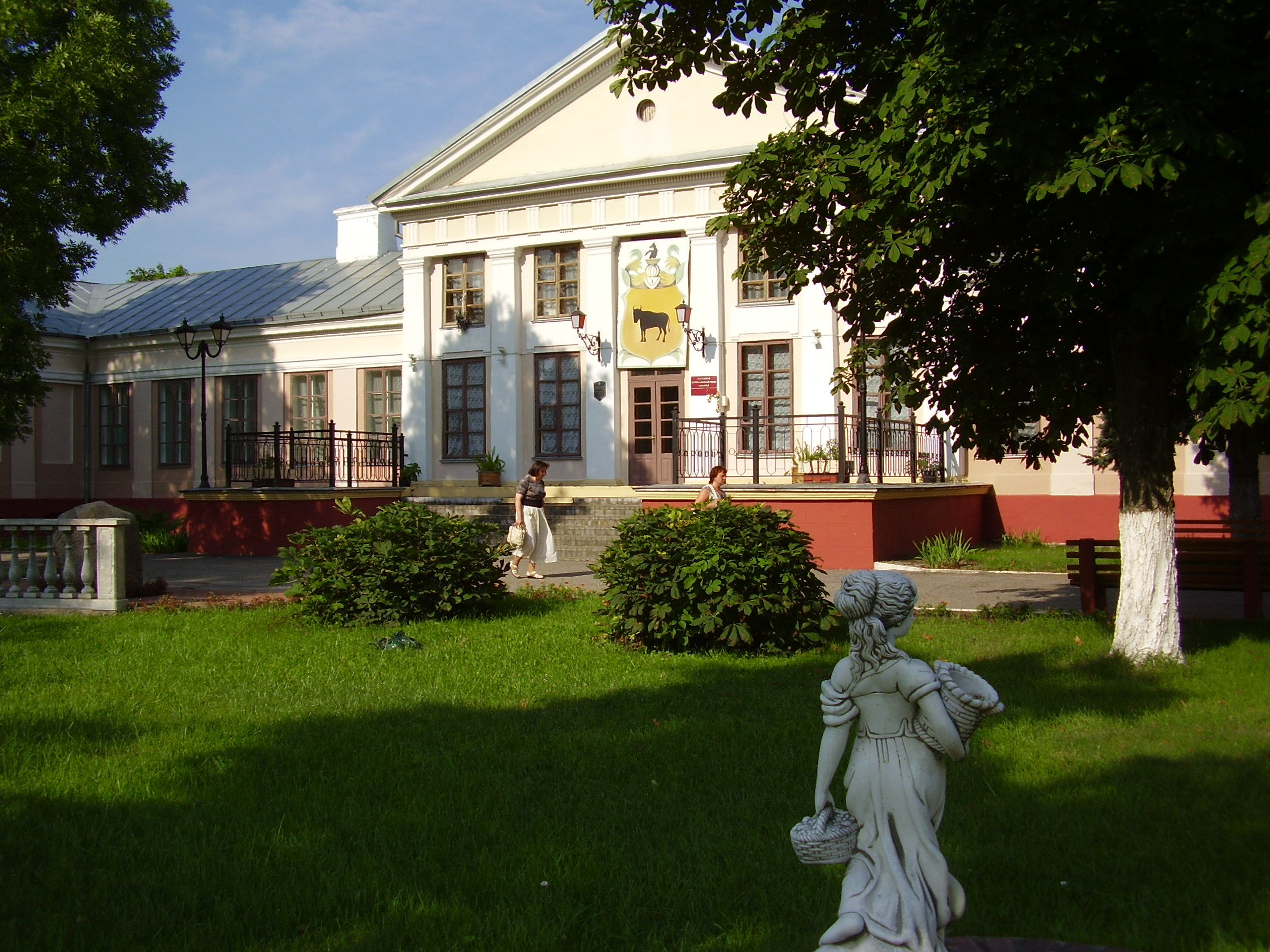
Fasada wschodnia z herbem Bawół Tyzenhauzów
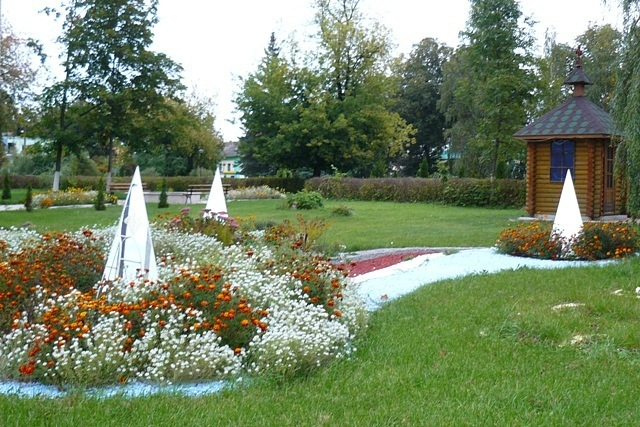
Park pałacowy